# Promodès
Die Groupe Promodès war ein französisches Einzelhandelsunternehmen mit Sitz im Département Calvados. Das Unternehmen wurde 1961 durch den Einzelhändler Paul-Auguste Halley und seine Söhne Paul-Louis und Robert als Groupe Promodis gegründet, indem mehrere regionale Großhändler vereinigt wurden. Zu den Marken von Promodès gehörten „Continent“ und „Champion“. Durch die Gründung der Marke DIA 1979 konnte Promodès in den spanischen Lebensmittelmarkt vordringen. Der Versuch der Übernahme des Supermarktbetreibers Groupe Casino 1997 blieb erfolglos, da die bereits investierte Groupe Rallye, die Gründerfamilie der Groupe Casino und leitende Angestellte ein Gegenangebot abgaben.
Zwischen 1990 und 1996 war Promodès über die Tochtergesellschaft Promohypermarkt mit der SB-Warenhauskette Continent in Deutschland vertreten.
Im Jahr 1999 fusionierte Promodès mit Carrefour und formte somit den, zum Zeitpunkt der Fusion, zweitgrößten Einzelhändler der Welt nach Walmart. Nach einem Aktientausch wurde die Gründerfamilie Halley mit einer Beteiligung von 13 % größter Anteilseigner von Carrefour.